# Orectognathus versicolor
Orectognathus versicolor är en myrart som beskrevs av Horace Donisthorpe 1940. Orectognathus versicolor ingår i släktet Orectognathus och familjen myror. Inga underarter finns listade i Catalogue of Life.